# Успеновка (Зейский район)
Успеновка — упразднённое село в Зейском районе Амурской области России. Исключено из учётных данных в 1974 году.

## География
Урочище находится в центральной части Амурской области, на правом берегу реки Зея у озера Успеновское, на расстоянии примерно 3,5 километра (по прямой) к западу от села Алгач.

## История
Село возникло в 1904 году. По данным на 1916 год деревня Успеновка состояла из 33 дворов (население составляло 125 человек) и входил в состав Овсяновской волости 1-го стана Амурского уезда Амурской области.
По данным 1926 года в деревне имелось 58 хозяйств (49 крестьянского типа и 9 прочих) и проживал 251 человек (118 мужчин и 133 женщины). В национальном составе населения преобладали белоруссы. В административном отношении входила в состав Сианского сельсовета Зейского района Зейского округа Дальневосточного края.
Решением Амурского исполкома от 7 июня 1974 года № 253, село Успеновка исключено из учётных данных как несуществующее.